# Tony Richardson
Cecil Antonio (Tony) Richardson (Shipley, 5 juni 1928 – Los Angeles, 14 november 1991) was een Britse filmregisseur.
Tony Richardson studeerde aan de Universiteit van Oxford en begon zijn carrière in de filmwereld in 1952 als regieassistent voor de Britse filmserie Happy and Glorious. In 1955 debuteerde hij als regisseur met de korte film Momma Don't Allow. Na enkele tv-series regisseerde hij in 1959 zijn eerste speelfilm Look Back in Anger. In 1961 schreef hij met A Taste of Honey zijn eerste scenario.
Samen met de regisseurs Lindsay Anderson en Karel Reisz gaf Richardson ook het tijdschrift Sequence uit. Hij was een van de grondleggers van de Britse free cinema, een reactie op de commerciële Hollywoodfilm. Hij werkte als filmcriticus bij het tijdschrift Sight & Sound. In de Verenigde Staten brak hij in 1965 door met de film The Loved One. Met Tom Jones won hij in 1963 de Oscar voor Beste Film. Twee jaar voordien had hij met A Taste of Honey al twee BAFTA's gewonnen.
Van 1962 tot 1967 was hij getrouwd met de actrice Vanessa Redgrave. Hun dochters Joely Richardson en Natasha Richardson werden beiden actrices.
Richardson maakte de première van zijn laatste film Blue Sky niet meer mee. In 1991 stierf hij aan de gevolgen van aids.

## Filmografie
Speelfilms:
- 1959: Look Back in Anger
- 1960: The Entertainer
- 1961: Sanctuary
- 1961: A Taste of Honey
- 1962: The Loneliness of the Long Distance Runner
- 1963: Tom Jones
- 1965: The Loved One
- 1966: Mademoiselle
- 1967: The Sailor from Gibraltar
- 1968: The Charge of the Light Brigade
- 1969: Laughter in the Dark
- 1969: Hamlet
- 1970: Ned Kelly
- 1973: A Delicate Balance
- 1974: Dead Cert
- 1977: Joseph Andrews
- 1982: The Border
- 1984: The Hotel New Hampshire
- 1994: Blue Sky

Korte films:
- 1955: Momma Don't Allow (samen met Karel Reisz)

televisie
- 1978: A Death in Canaan
- 1990: The Phantom of the Opera